# Wilmer (Teksas)
Wilmer je grad u američkoj saveznoj državi Teksas. Prema popisu stanovništva iz 2010. u njemu je živjelo 3.682 stanovnika.